# Hồ Đắc Khải
Hồ Đắc Khải (chữ Hán: 胡得愷, 1894-1948) là một trí thức Nho học Việt Nam thời thuộc Pháp, từng giữ các chức vụ tổng đốc Bình Phú (Bình Định-Phú Yên) và thượng thư Bộ Hộ trong nội các của vua Bảo Đại. Ông quê ở Thừa Thiên Huế

## Thân thế
Hồ Đắc Khải là con cả của Thượng thư Hồ Đắc Trung, quê ở làng An Truyền, tổng Quảng Xuyên, huyện Phú Vang, tỉnh Thừa Thiên (nay là huyện Phú Vang, tỉnh Thừa Thiên Huế).
Dòng họ Hồ Đắc là một dòng họ danh gia vọng tộc ở Huế. Bà nội ông là con gái Tùng Thiện Vương Miên Thẩm, ông có một người em cũng giữ chức Thượng thư, ngoài ra còn có các em là giáo sư bác sĩ Hồ Đắc Di, tiến sĩ luật khoa Hồ Đắc Điềm Tổng đốc Hà đông, kỹ sư khoáng học Hồ Đắc Liên và tiến sĩ dược khoa Hồ Đắc Ân, ngoài ra còn có nhiều em gái là Hồ Thị Chỉ, Hồ Thị Huyên, Hồ Thị Hạnh và Hồ Thị Phương. Trong đó Hồ Thị Chỉ là phi tần vua Khải Định.

## Hoạn lộ
Năm 1915, ông đỗ cử nhân.

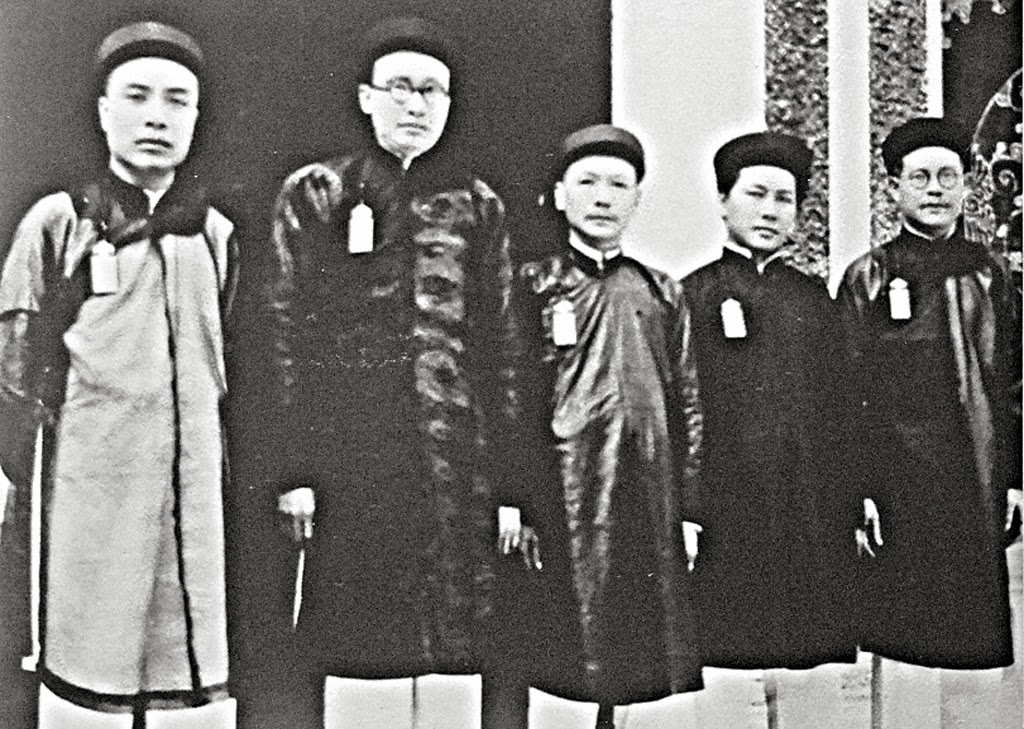
5 vị Thượng thư từ trái qua phải Hồ Đắc Khải, Phạm Quỳnh, Thái Văn Toản, Ngô Đình Diệm, Bùi Bằng Đoàn

Năm 1916, ông tốt nghiệp trường Hậu bổ và ra làm quan, từ Tri huyện, thăng dần đến Tổng đốc Bình Phú (Bình định và Phú Yên).
Năm 1933, Nội các Nguyễn Hữu Bài bị giải tán. Hoàng đế Bảo Đại lập nội các mới. Hồ Đắc Khải được trao chức Thượng thư bộ Hộ.
Ngày 9 tháng 3 năm 1945, Nhật tấn công Pháp và giành quyền kiểm soát Đông Dương. Nội các có mặt Hồ Đắc Khải bị giải tán, thay vào đó là chính phủ thân Nhật do Trần Trọng Kim làm Thủ tướng.
Sau Cách mạng tháng Tám, Hồ Đắc Khải sống tại quê nhà và đến năm 1948 ông mất tại Huế.